# SIP (protokol)
 (engl. Session Initiation Protocol) je signalni protokol koji radi na aplikacionom nivou, i koristi se za kreiranje, modifikovanje i prekidanje multimedijske sesije (govor, video ili podaci) sa jednim ili više sagovornika. SIP pri tome ne defiše šta je to sesija: to je definisano unutar sadržaja u SIP poruci. Stoga SIP predstavlja samo signalni protokol koji se mora dalje koristiti sa nekim drugim protokolima kao što su SDP, RTP, RTCP, kako bi pružio kompletnu multimedijsku uslugu kao što je ona koju pruža H.323.

## Literatura
- Brian Reid; Steve Goodman (22. 1. 2015), Exam Ref 70-342 Advanced Solutions of Microsoft Exchange Server 2013 (MCSE), Microsoft Press, стр. 24, ISBN 978-0-73-569790-4
- Miikka Poikselkä; Georg Mayer; Hisham Khartabil; Aki Niemi (19. 11. 2004), The IMS: IP Multimedia Concepts and Services in the Mobile Domain, John Wiley & Sons, стр. 268, ISBN 978-0-47-087114-0

## Spoljašnje veze
- Computers/Internet/Protocols/SIP/ na veb-sajtu  (језик: енглески)
- [http://www.cs.columbia.edu/sip/
- [http://www.sipknowledge.com/eBooks.htm